# Едуард Бухнер
 Едуард Бухнер (на немски: Eduard Buchner) е германски химик, носител на Нобелова награда за химия за 1907 г. „за проведената научноизследователска работа в областта на биохимията и откритието на извънклетъчната ферментация“.

## Биография
Роден е на 20 май 1860 г. в Мюнхен, Германия, в семейството на Ернст Бухнер, професор по съдебна медицина и гинекология в Мюнхенския университет, и Фредерике Мартин. След смъртта на баща му през 1872 г. с образованието на Едуард се заема по-големият му брат Ханс. След завършване на гимназия през 1872 г. служи известно време в подразделение на полевата артилерия на немската армия, преди да постъпи в Мюнхенския универитет, където започва да изучава химия. Но финансовите трудности го принуждават да изостави ученето и в продължение на четири години работи в консервните заводи в Мюнхен и Момбах, където се запознава с процеса на спиртната ферментация, при която захарта под въздействието на дрождите се разпада на алкохол и въглероден диоксид.
С помощта на брат си Ханс през 1884 г. Бухнер успява да продължи образованието си. Скоро след това получава тригодишна стипендия. Бухнер изучава химия при Адолф фон Байер в Мюнхенския университет и ботаника при Карл Вилхелм фон Негели в Института по ботаника. В този институт работи брат му Ханс, който по-късно става специалист по хигиена и бактериология. Бухнер започва да изследва процеса на спиртната ферментация под негово ръководство. През 1885 г. той публикува първата си статия за влиянието на кислорода върху процеса на ферментация. Направените от Бухнер опити опровергават преобладаващата по това време гледна точка, принадлежаща на Луи Пастьор, че ферментацията не може да се извършва при наличието на кислород.
През 1888 г. Бухнер получава докторска степен, а две години по-късно, след кратък период от време, прекарано в Ерланген, става асистент на Байер. През 1891 г. е назначен за приват-доцент в Мюнхенския университет. С частни дарения, предоставени от Байер, Бухнер основава малка лаборатория, където продължава изследванията си. През 1893 г. напуска Мюнхен и оглавява секцията по аналитична химия в Килския университет, а през 1895 г. става и професор. На следващата година преподава аналитична химия и фармакология в Тюбингенския университет. През 1898 г. е избран за професор по обща химия във Висшето селскостопанско училище в Берлин и е назначен за директор на Института по промишлено прилагане на процесите на ферментация.
През 1900 г. се жени за Лот Щал, дъщеря на математик от Тюбинген. От брака си с нея има двама сина и една дъщеря.
Две години след като получава Нобелова награда, през 1909 г., Бухнер се премества на работа в Университета в Бреслау (днес Вроцлавски университет), където става завеждащ Катедрата по физиологична химия. Последното му академично назначение е във Вюрцбургския университет през 1911 г.
По време на Първата световна война Бухнер служи като майор в болница в град Фокшани, Румъния, намираща се на предните фронтови линии. На 3 август 1917 г. е ранен от шрапнел и умира десет дни по-късно в Мюнхен на 57-годишна възраст.

## Научна дейност
През 1893 г., когато Бухнер започва да търси активни вещества, допринасящи за ферментацията, преобладават две съперничещи си ферментационни теории. Според механистичната теория, дрождите, разлагайки се постоянно до течно състояние, създават химично налягане, което принуждава молекулата на захарта да се разложи. В съответствие с тази гледна точка спиртната ферментация е макар и сложна, но в общи линии обикновена химическа реакция. Срещу тази теория възразяват виталистите, които като Луи Пастьор вярват, че в живите клетки има някаква жизнена субстанция, която „е отговорна“ за ферментацията. Според тях без някакъв „жизнен“, макар и още неоткрит компонент в живите клетки, само химическите вещества не биха могли да предизвикат процеса на ферментиране. Макар привържениците на механистичната теория да доказват, че веществата, открити в живите клетки, могат да бъдат синтезирани, никой още не успявал да изолира вещество, помагащо за ферментацията, или да предизвика процеса в неживи вещества.
Насърчаван от брат си, Бухнер решава да намери активно вещество чрез получаване на чисти образци от вътрешната течност на дрождните клетки. Използвайки метод, предложен от асистента на брат му – Мартин Хан, той стрива в хаванче дрожди заедно с пясък и пръст, като избягва по такъв начин разрушителното действие на високите температури и не използва разтворители, които изопачават резултатите, получени от неговите предшественици. Изстисканото в марля под налягане поресто вещество пуска течност. Бухнер предполага, че тази течност е способна да предизвика ферментация. По-късно, когато заедно с Хан се опитва да запази течността, добавяйки концентриран разтвор на захароза, се отделя въглероден двуокис. Което е поразително, защото независимо от това, че дрождните клетки са мъртви, явно нещо в отделената от тях течност предизвиква ферментация. Бухнер изказва хипотезата, че активното вещество е ензим, или фермент, който той нарича зимаза. Откритието му означава, че ферментацията протича в резултат от химическата активност на ензима както вътре, така и вън от дрождната клетка, а не под влиянието на така наречената жизнена сила.
Публикуваното през 1897 г. произведение на Бухнер „За спиртната ферментация без участието на дрождни клетки“ (на немски: Über alkoholische Gärung ohne Hefezellen) предизвиква спорове сред неговите колеги-учени и през следващите години авторът изгубва не малко време да събира факти, потвърждаващи теорията му. През 1902 г. публикува още една статия от 15 страници, в която обяснява и защитава своята работа, а също така и няколко други, в които излага резултатите от изследванията, които провежда във връзка с химичното въздействие на дрождите върху млечната захар.